# 俄罗斯联邦功勋科学工作者
俄罗斯联邦功勋科学工作者，中文简称俄罗斯功勋科学工作者，是俄罗斯联邦授予科学工作者的一个荣誉称号。

## 历史
“俄罗斯联邦功勋科学工作者”称号由1995年12月30日俄罗斯联邦总统令第1341号设立。命令确立了该称号的授予规范以及胸章样式等内容。命令于1996年4月1日生效。此后经过多次修订，目前受2010年9月7日总统令的规范。
“俄罗斯联邦功勋科学工作者”称号最早可以追溯到苏联时代设立的“俄罗斯苏维埃联邦社会主义共和国功勋科学工作者”称号。1991年苏联解体后，俄罗斯苏维埃联邦社会主义共和国不复存在。在1992年2月至1996年3月30日的过渡期，俄罗斯联邦政府仍授予该称号，发放的胸章仍维持原来的样式，只是上面刻的字样变更为“功勋科学工作者”。

## 授予对象
“俄罗斯联邦功勋科学工作者”荣誉称号授予该国取得卓越成就的科学家及科研人员，具体符合以下要求：
- 在科学技术领域取得重大突破性成果，在世界科学界处于领先地位；
- 其科研成果为社会发展、高效生产做出突出贡献；
- 在跨领域科学研究取得成果；
- 在俄罗斯高等院校及科研机构长期从事科研教育活动。

如果申请者获得了科学技术全博士学位，并且荣获过俄联邦国家权力机关或俄联邦主体（州、边疆区等）权力机关授予的专业奖项，则将直接被授予该荣誉称号。

## 胸章样式
胸章为椭圆形设计。长轴为40毫米，宽轴为30毫米。正上方刻有俄羅斯聯邦國徽图案，中央刻有“功勋科学工作者”字样。
胸章应佩戴在胸部的右侧。